# Xã Clifton, Quận Cass, Bắc Dakota
Xã Clifton (tiếng Anh: Clifton Township) là một xã thuộc quận Cass, tiểu bang Bắc Dakota, Hoa Kỳ. Năm 2010, dân số của xã này là 75 người.